# Кутузов Петро Васильович
Петро Васильович Кутузов (нар. 24 травня 1955, Тирасполь, Молдавська РСР) — радянський футболіст та український тренер, чемпіонат СРСР (1983), Майстр спорту СРСР (1982), нині старший тренер футбольної академії ФК «Дніпро» (Дніпро).

## Життєпис

### Кар'єра гравця
Займатися футболом Петро Кутузов розпочав у рідному Тирасполі. Спочатку грав у дитячій команді, яка була створена при ЖЕКу, пізніше вступив до місцевої ДЮСШ, де його тренерами були Михайло Борисович Гройсман, а пізніше - Валентин Сергійович Войченко. Будучи учнем 10 класу, Петро отримав виклик до юнацької збірної Молдавської РСР, де його помітили й запросили продовжити навчання в Кишинівському спортінтернаті. Незабаром молодий футболіст був зарахований до дублюючого складу головної команди республіки - «Ністру». Спочатку грав на позиції центрального півзахисника, а пізніше був переведений в зону оборони і згодом всю свою подальшу кар'єру провів на позиції центрального захисника. У 1974 році молдавська команда виступала у вищій лізі СРСР. 8 червня, Кутузов, напередодні зіграв повний поєдинок за дублюючий склад проти однолітків з московського «Динамо», був терміново викликаний у розташування першої команди, замість травмованого основного захисника взяв участь в календарному матчі «Динамо» (Москва) - «Ністру» (Кишинів) - 1:0. Ця гра стала для молодого захисника першою не тільки в елітному дивізіоні, а й взагалі в дорослому футболі. До кінця сезону Петро ще двічі виходив на поле в основному складі, в матчах проти «Пахтакора» та дніпропетровського «Дніпра». В цілому його команда виступила невдало, посівши підсумкове 16-те місце та залишила вищу лігу. Наступний сезон Кутузов знову грав за дубль, зрідка з'являвся в матчах за основний склад.
У 1976 році, Петро приймає пропозицію від команди «Зірка» з Кіровограда і перебирається в Україну, де виступав у турнірі другої ліги та мав стабільну ігрову практику. В одному з поєдинків за участю кіровоградського колективу, на гру талановитого центрбека звернув увагу, присутній на матчі селекціонер «Дніпра» Павло Купрієнко і незабаром Кутузов отримує пропозицію переїхати до Дніпропетровська. Відігравши в Кіровограді лише кілька місяців, Петро знову опинився в команді елітного дивізіону. Дебютував в основному складі дніпропетровців 8 червня 1976 року, в матчі проти єреванського «Арарату», але надалі грав за дубль і тільки з сезону 1978 року Петро почав регулярно виходити в основі команди, поступово забронювавши за собою позицію центрального захисника. Але в цілому, сезон 1978 року видався для команди вкрай невдалим, зайнявши в чемпіонаті останнє місце, дніпряни залишили елітний дивізіон, провівши наступні два роки в першій лізі.
У сезоні 1980 року, дніпропетровці очолювані тренером Віктором Лукашенко зайняли друге місце, яке дозволило їм знову повернутися у вищу лігу. У 1981 році в «Дніпрі» відбулися серйозні зміни. Колектив очолили Володимир Ємець та Геннадій Жиздик. Нові наставники, практично повністю оновили команду, з торішнього складу залишилося лише декілька футболістів. Своєю грою і ставленням до тренувального процесу, зумів переконати тренерів у своїй профпридатності і Петро Кутузов, який продовжив свої виступи в складі дніпропетровців. Сезон 1983 року став одним з найуспішніших для команди. «Дніпро», вперше в своїй історії виграв чемпіонат країни, а Кутузов з партнерами заслужено стали володарями золотих медалей. У наступному році дніпряни знову були серед лідерів чемпіонату, в результаті фінішувавши на 3 місці. Восени 1984 года, Петро дебютував в Кубку європейських чемпіонів, взявши участь у двох поєдинках проти болгарської команди «Левскі-Спартак». У цьому ж сезоні, конкуренцію на позиції центрального захисника Кутузову склав, новачок клубу, який перейшов з вінницької «Ниви» Іван Вишневський. В результаті, обидва центральні захисники провели в чемпіонаті по 17 ігор, ставши бронзовими призерами.
Загострена конкуренція за місце в стартовому складі наслідки травм, які все частіше позначалися на стані здоров'я Петра, змусили досвідченого захисника задуматися про завершення кар'єри. Провівши частину сезону в колишньому клубі тренерів «Дніпра» - нікопольському «Колосі», Петро повернувся до Дніпропетровська. У серпні 1985 року, зігравши в двох поєдинках чемпіонату проти мінських динамівців і «Жальгіріса», Кутузов приймає рішення завершити активні виступи у великому футболі.

### Кар'єра тренера
З 1986 року Петро Васильович почав свій тренерський шлях, перейшовши на роботу в дніпропетровський спортінтернат, де був на посаді старшого тренера, а потім заступником директора. Пізніше працював в кооперативі «Дніпро». У 1989 році, головний тренер дніпропетровської команди Євген Кучеревський, запросив Кутузова в свій колектив на посаду тренера-селекціонера.
На початку 1992 року, Петро Васильович очолив команду свого рідного міста - «Тилігул» (Тирасполь). Колектив повинен був стартувати у вищій лізі чемпіонату СРСР, але після розпаду Радянського Союзу, тираспільці стартували в першому незалежному чемпіонаті Молдови. Клуб впевнено лідирував в першості, після початку в країні військового конфлікту, тренер був змушений залишити команду і повернутися в Дніпропетровськ, де тогочасний головний тренер «Дніпра» Микола Павлов, запросив свого колишнього партнера по команді в свій тренерський штаб. У сезоні 1995/96 років Петро Кутузов очолив друголіговий колектив «Металург» з Новомосковська, з яким зайняв 3-тє місце в своїй групі. У наступному сезоні повернувся в «Дніпро», де був асистентом головного тренера В'ячеслава Грозного.
У 1999 році призначений головним тренером друголігової команди «Дніпро-2», за яку виступали молоді гравці і в свій же перший сезон вивів команду до першої ліги. Пізніше нетривалий час працював у тренерському штабі луганської «Зорі». У 2002-2003 роках тренував молодих футболістів в дніпропетровській ДЮСШ «Інтер». З 2004 року, Петро Васильович Кутузов - старший тренер футбольної академії дніпропетровського «Дніпра».

## Досягнення
- Чемпіонат СРСР
  -  Чемпіон (1): 1983
  -  Бронзовий призер (1): 1984